# متیل‌دار کردن
متیل‌دار کردن یا متیلاسیون (به انگلیسی: Methylation) در شیمی به معنای افزایش یا جانشینی یک گروه متیل به یک مولکول است.

متیلاسیون یک فنول و یک نمک کربوکسیلیک اسید

متیلاسیون، گونه‌ای از آلکیلاسیون است که ترجیحاً با جایگزینی یک گروه متیل با یک اتم هیدروژن را در زنجیره کربنی بلندتر صورت می‌پذیرد. این شرایط در شیمی، زیست‌شیمی و شیمی خاک بیشتر استفاده می‌گردد.

## در سامانه‌های زیستی
در سامانه‌های زیستی، متیلاسیون عمدتاً به وسیله آنزیم‌ها انجام می‌گیرد که مهم‌ترین آنها، اصلاح فلزهای سنگین ، ساماندهی بیان ژن ، ساماندهی کارکرد پروتئین و فرایندهای آران‌ای است.

### متیلاسیون دی‌ان‌آ
متیلاسیون دی‌ان‌آ یک فرایند بیوشیمیایی است که در رشد و نمو عادی موجودات رده بالا دارای اهمیت می‌باشد. در این فرایند، یک گروه متیل به موقعیت ۵ حلقه پیریمیدین سیتوزین یا به نیتروژن شماره ۶ حلقه پورین آدنین اضافه می‌شود. این تغییرات می‌تواند از طریق تقسیمات سلولی به ارث برسند (به نسل بعد منتقل شوند).
دی‌ان‌ای متیلاسیون نقشی تعیین‌کننده در رشد و نمو عادی و نیز تمایز سلولی موجودات رده بالا دارد و الگوی بیان ژن‌ها را در سلول‌ها تغییر می‌دهد.